# BAE HERTI
BAE HERTI – bezzałogowy statek powietrzny (BSP), przeznaczony do obserwacji i rozpoznania, opracowany przez brytyjską firmę BAE Systems.

## Historia

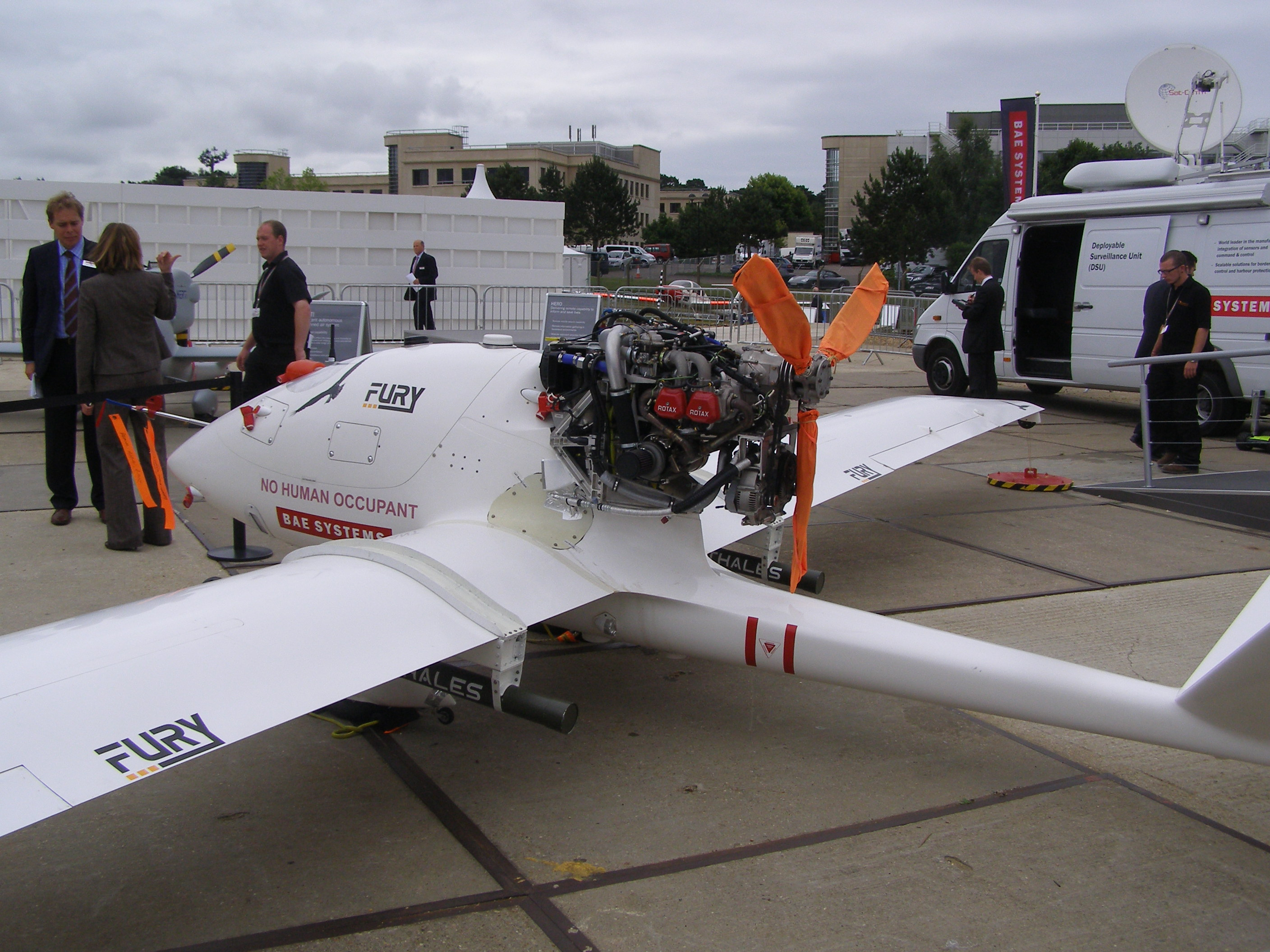
Uzbrojona wersja HERTI Fury

Koncern zbrojeniowy BAE Systems do zbudowania BSP (UAV – ang. Unmanned Aerial Vehicles) dla brytyjskich sił zbrojnych wybrał konstrukcję polskiego motoszybowca J-5 Marco. Prototyp samolotu bezzałogowy HERTI 1D zbudowano na bazie polskiego motoszybowca, zaprojektowanego przez polskiego konstruktora lotniczego Jarosława Janowskiego. Nazwa HERTI to skrót nazwy technologii (ang. High Endurance Rapid Technology Insertion) opracowanej przez BAE Systems. HERTI rozpoczęto budować w czerwcu 2004 roku, zastosowano w nim awionikę i stację naziemną kontroli lotu z samolotu BAE Corax; w grudniu wykonał pierwsze testowe loty.
Po doświadczeniach z prototypem HERTI 1D zbudowano następne wersje HERTI na bazie nowszego płatowca J-6 Fregata, motoszybowca seryjnie produkowanego w Łodzi przez firmę J&AS Aero Designe. Pierwszy lot HERTI odbył się w grudniu 2004 roku w Australii, w ośrodku testowym RAAF Woomera, gdzie przeprowadzono próbne loty i testy. Pierwsze 12 płatowców do wykonania HERTI wyprodukowane zostały na zamówienie w Polsce, a w późniejszym czasie brytyjska wytwórnia „Slingsby” zakupiła licencję do produkcji płatowców w Wielkiej Brytanii.
Herti został przetestowany w 2007 roku w warunkach operacyjnych w Afganistanie w prowincji Helmand, testy zakończyły się sukcesem, szczegóły lotów operacyjnych nie zostały ujawnione przez RAF Air Warfare Centre i BAE SYSTEMS.
W 2010 roku w Polsce HERI był prezentowany podczas XVIII Międzynarodowego Salonu Przemysłu Obronnego w Kielcach.
Lot jest nadzorowany z naziemnej stacji kontroli, która może być też umieszczona w mobilnym kontenerze ze stacjami roboczymi dla pilota, analityka obrazu i dowódcy misji. W razie utraty połączenia z bazą HERTI jest zdolny do samodzielnego powrotu i lądowania.

## Konstrukcja
Bezzałogowy wolnonośny średniopłat, płat o konstrukcji kompozytowej, dwudzielny, jednodźwigarowy.
Kadłub skorupowy, z kompozytu szklano-epoksydowego.
Usterzenie typu Rudlickiego, kompozytowe. Podwozie główne trójkołowe z kółkiem ogonowym.
W płatowcu zastosowanym w HERTI wzmocniono nieco konstrukcję, a zamiast silnika Honda BF 45 52 KM zastosowano mocniejszy silnik Rotax 914F o mocy 115 KM.

## Wersje
HERTI 1D – wersja prototypowa z system sterowania i stację naziemną stosowaną w BAE Corax. Jego masa wynosiła około 350 kg. HERTI-1D został zbudowany na płatowcu motoszybowca J-5 Marco. BAE Systems po testach HERTI 1D zaprzestał rozwijać tę wersję.
HERTI 1A – napędzany silnikiem tłokowym BMW, posiadał zmodyfikowany kompozytowy płatowiec o większej wytrzymałości i ładowności niż HERTI 1D.
HERTI 1B – wersja wyposażona w kamerę telewizyjną wysokiej rozdzielczości, napędzana silnikiem Rotax.
HERTI Fury – wersja uzbrojona, o wzmocnionej konstrukcji i zwiększonej do 750 kg masie użytecznej, zastosowano w niej nową awionikę oraz system sterowania uzbrojeniem. Po raz pierwszy „Fury” zaprezentowano w Farnborough w 2008 roku, uzbrojenie stanowiły dwa uniwersalne pociski rakietowe LMM (ang. Missile Launching System) z laserowym naprowadzaniem o zasięgu 8 km i wadze 13 kg, produkowane przez firmę Thales.